# Gouvernement al-Ghowel
Pour les articles homonymes, voir gouvernement de salut national.
État de Libye
al-Hassi el-Sarraj
Le gouvernement Khalifa al-Ghowel, aussi nommé gouvernement de salut national, était un gouvernement non reconnu de la Libye du 1er avril 2015 au 5 avril 2016 et du 14 octobre 2016 au 16 mars 2017. Investi par le Congrès général national et dirigé par Khalifa al-Ghowel, il siégeait à Tripoli.
Ce gouvernement était opposé au gouvernement Abdallah al-Thani et au gouvernement el-Sarraj.

## Historique
Initialement formé le 1er avril 2015, le gouvernement est remanié le 1er décembre suivant. Désigné par le Congrès général national, il est contesté par son homologue siégeant à Tobrouk et n'est pas reconnu par la communauté internationale ni par l'ONU.
Le 31 mars 2016, après l'installation à Tripoli de Fayez el-Sarraj à la tête d'un gouvernement d'union nationale, al-Ghowel se réfugie à Misrata et présente sa démission le lendemain. Le 5 avril, le gouvernement al-Ghowel abandonne le pouvoir au gouvernement de Fayez el-Sarraj. Il se replie alors à Misrata.
Le 14 octobre 2016, Khalifa al-Ghowel annonce que son gouvernement reprend le pouvoir après s'être rendu maître de l'hôtel Rixos, siège du Haut Conseil d'État.
Le 16 mars 2017, al-Ghowel est de nouveau chassé du pouvoir puis quitte Tripoli après la prise par les forces du GNA de l'hôtel Rixos, combats au cours desquels il est blessé.

## Composition
| Portefeuille                                        | Ministre               |
| --------------------------------------------------- | ---------------------- |
| Premier ministre Ministre de la Défense par intérim | Khalifa al-Ghowel      |
| Vice-Premier ministre                               | Abdel-Moneim Eddali    |
| Vice-Premier ministre                               | Ahmed Al-Hafir         |
| Ministre d'État des relations avec le Parlement     | Oussam Abou Naji       |
| Ministre de l'Intérieur                             | Abdellati Gaddor       |
| Ministre des Affaires étrangères                    | Ali Abou Zakok         |
| Ministre des Travaux publics                        | Hecham Belhaj          |
| Ministre du Plan et du Développement                | Abdel-Latif al-Tounisi |
| Ministre des Finances                               | Nasser Mohammed        |
| Ministre de la Justice                              | Moustafa Galaib        |
| Ministre du Gouvernement local                      | Mohaned Younis         |
| Ministre de la Santé                                | Taher al-Senoussi      |
| Ministre de l'Éducation                             | Khalifa al-Sarwi       |
| Ministre de l'Enseignement supérieur                | Saleh al-Fakhari       |
| Ministre de l'Économie                              | Mouftah al-Faqih       |